# 浙江大学口腔医学系
浙江大学口腔医学系是浙江大学医学部的一个学系。前身是浙大医学院牙科，口腔医学系于1960年开始筹建，1976年正式招生。1983年始招研究生，2000年获博士授予权，2001年获口腔医学专业学位权，2002年始招7年制学生。建系以来共培养了600多名毕业生。现有口腔颌面外科学、口腔内科学、口腔修复学、口腔解剖生理学、口腔组织病理学、口腔预防学、口腔正畸学、口腔放射学8个学科和实验中心。

## 概况
曾任口腔医学系主任的著名专家有肖卓然、刘克恭、杨明达、吴求亮、赵士芳等人。拥有一所口腔医院（为浙江省口腔医学教学、医疗和科研的中心）以及浙一医院、浙二医院、邵逸夫医院和儿童医院的口腔教学临床科室，并出版《口腔医学进展杂志》。各附属医院共有180余台综合治疗仪、80张病床。 
目前学系有145名教师，其中43名高级职称。现有3名博士生导师、25名硕士生导师，口腔颌面外科为浙江省医学重点学科，临床口腔医学为浙江省重点扶持学科。其科研成果已获得省部厅委科技进步奖40余项。